# Berlin is in Germany
Pour plus de détails, voir Fiche technique et Distribution.
Berlin is in Germany est un film allemand réalisé par Hannes Stöhr, sorti en 2001.

## Synopsis
Martin Schulz retrouve la liberté après onze ans d'emprisonnement.
Citoyen de l'ancienne RDA, il a suivi la chute du mur de Berlin et dix ans de réunification
à travers sa télévision, seul lien avec le monde extérieur depuis sa cellule.
À sa sortie de prison, on lui remet ce qu'il avait en sa possession au moment de son arrestation : sa carte d'identité, son permis de conduire d'Allemagne de l'Est et son portefeuille avec des billets à l'effigie de Karl Marx.
L’ancien détenu tente de retrouver ses repères dans un Berlin complètement transformé.
Face à un monde hostile Martin Schulz reste optimiste. Il décide alors de renouer des liens : il cherche à revoir son épouse, Manuela. qui était enceinte de leur fils, Rokko, quand Martin a été arrêté pour meurtre. Aujourd'hui, elle a refait sa vie avec Wolfgang, un professeur.
Il retrouve également l'un de ses vieux amis, Peter, un exclu de la société que Martin sauve du suicide. Tous deux se mettent en quête d'un emploi. Cependant leurs démarches restent vaines. Finalement Martin accepte de travailler dans le sex-shop que tient Victor, prisonnier qu'il a connu derrière les barreaux. Sa volonté de se réinsérer dans une Allemagne réunifiée rencontrera de nombreux obstacles. Mais grâce à ses amis, il retrouvera sa place dans la société et l'espoir d'un avenir meilleur.

## Fiche technique
- Titre français : Berlin is in Germany
- Réalisation et scénario : Hannes Stöhr
- Musique : Florian Appl
- Son : Christoph Engelke
- Décors : Anke Bisten et Natalja Meier
- Costumes : Katrin Kath
- Photographie : Florian Hoffmeister
- Montage : Anne Fabini
- Rédaction : Annedore v. Donop (ZDF)
- Distribution : K.Films
- Pays :  Allemagne
- Langues : allemand, anglais et français
- Dates de sortie : 
  -  Allemagne : 1er novembre 2001
  -  Espagne : 19 avril 2002

## Distribution
- Martin Schulz : Jörg Schüttauf
- Manuel Schulz : Julia Jäger
- Rokko Schulz : Robin Becker
- Peter Pau : Tom Jahn
- Ludmilla Edita : Malovcic
- Wolfgang Riedel : Robert Lohr
- Victor Valentin : Valentin Platareanu
- Enrique Cortés : Oscar Martínez
- Karin Koch : Carmen-Maja Antoni (VF : Frédérique Cantrel)
- Eroch Tischer : Udo Kroschwald (de)
- Kurt Kanz : Dirk Borchert
- Concierge : Dieter Jäger
- Vendeuse de jouets : Isabelle Stoffel

## Festivals
Prix obtenus : 
- Festival du Film de Berlin : Panorama 2001 Prix du public
- Festival de Valencia 2001 : Luna de Plata
- Festival de Schwerin 2001 : Prix du public
- Festival du premier film d'Annonay 2002 : Prix Spécial du Jury
- Festival international des Écoles de Cinéma de Poitiers 2002 : Prix Spécial du Jury
- Festival de Hambourg 2002 : Prix attribué aux jeunes talents
- Prix de la critique allemande : Meilleur Film de l'année 2002
- Meilleure interprétation masculine de Jörg Schüttauf

## Critiques
- Der Spiegel : " Comique, triste et sentimental. Documentaire et conte de fées à la fois. Jörg Schüttauf, fort et blessé, joue avec une force prolétarienne telle qu’on peut le voir dans un certain cinéma anglais "
- Berliner Zeitung : " Sans préjugés, profond et efficace "
- France-Soir : " Ce film sans prétention, qui bénéficie d’un sujet passionnant, a raflé une rafale de prix dans des festivals. L’interprétation de Jörg Schüttauf est excellente."
- Ciné Live : " Un très beau film, sobre, sensible, et simple sur l’absence, la solitude d’un homme et, par transposition, le devenir d’un pays "

## Vidéo
- Trailer de Berlin is in Germany